# Shaping Up
Shaping Up est une sitcom américaine en cinq épisodes de 25 minutes créée par Sam Simon et Ken Estin, et diffusée entre le 20 mars et le 17 avril 1984 sur le réseau ABC. La série est annulée au bout de cinq épisodes même si elle fait partie du top 10 des meilleures audiences de la chaîne.
Cette série est inédite dans tous les pays francophones.

## Distribution
- Leslie Nielsen : Buddy Fox
- Michael Fontaine : Ben Zachary
- Catherine Shirriff (en) : Zoya Antonova
- Shawn Weatherly : Melissa McDonald
- Jennifer Tilly : Shannon Winters
- Jake Steinfeld (en) : Jerry
- Allyce Beasley
- Derek McGrath : Wayne Lewis
- Pat Tanzillo : l’entraîneur

## Production

### Fiche technique
- Titre : Shaping Up
- Création : Sam Simon et Ken Estin
- Réalisation : Michael Lessac
- Direction artistique : Alberto de Mello et Jim Fletcher
- Photographie :
- Montage :
- Musique : Fletcher Adams
- Production : Richard Sakai
  - Production exécutive : Sam Simon et Ken Estin
- Société de production :
- Société de distribution : American Broadcasting Company
- Pays d'origine :  États-Unis
- Langue originale : anglais
- Format : couleur - 1,78:1 - son Dolby Digital
- Genre : Sitcom
- Durée : 30 minutes

 Sauf indication contraire, les informations mentionnées dans cette section peuvent être confirmées par la base de données cinématographiques IMDb,  présente dans la section « Liens externes ».

## Épisodes
1. Baby Be Mine
2. Ex Pede Hercuelum
3. Defusing the Muse
4. I Should Have Danced All Night
5. Mixed Nuts